# Xã Johannisburg, Quận Washington, Illinois
Xã Johannisburg (tiếng Anh: Johannisburg Township) là một xã thuộc quận Washington, tiểu bang Illinois, Hoa Kỳ. Năm 2010, dân số của xã này là 511 người.